# 布賴頓鎮區 (伊利諾伊州馬庫平縣)
布賴頓鎮區（英語：Brighton Township）是位於美國伊利諾伊州馬庫平縣的一個行政鎮區。

## 地方資料
根據2010年美國人口普查的數據，布賴頓鎮區的面積為94.50平方千米，當中陸地面積為93.50平方千米，而水域面積為1.00平方千米。當地共有人口3811人，而人口密度為每平方千米40.33人。